# No cure, no pay
No cure, no pay is Engels voor 'geen oplossing, geen betaling': hiermee wordt bedoeld dat een dienstverlener slechts wordt betaald als hij de dienst tot een goed einde heeft gebracht.
In feite is er bij no cure, no pay sprake van een resultaatverplichting, dit in tegenstelling tot een inspanningsverplichting.
No cure, no pay is een gebruikelijke manier van het aanbesteden van bergingsoperaties voor schepen. Ook binnen de rekruteringsbranche, makelaardij en andere vormen van bemiddeling is no cure, no pay gebruikelijk.

## Advocatuur

### Nederland
In Nederland regelt de Verordening op de advocatuur in Afdeling 7.4. het resultaatgerelateerd honorarium. Het staat de advocaat niet vrij overeen te komen, dat slechts bij het behalen van een bepaald gevolg honorarium in rekening wordt gebracht, of het honorarium een evenredig deel zal bedragen van de waarde van het door zijn bijstand te bereiken gevolg, behalve in het kader van het Experiment letsel- en overlijdensschadezaken.
In 2004 is de Nederlandse Orde van Advocaten akkoord gegaan met een vijfjarige proef met een no-cure-no-payregeling in letsel- en overlijdensschadezaken. Destijds was Minister van Justitie Donner een verklaard tegenstander van no cure, no pay. Na de ministerraad van 4 maart 2005 verklaarde de regering daarom de betreffende verordening waarin het experiment mogelijk werd gemaakt voor te dragen voor vernietiging door de Kroon. Bij besluit van 9 maart 2005 vernietigde de Kroon de wijzigingsverordening wegens strijd met het algemeen belang. De proef is in 2014 alsnog begonnen.
Voor de rest verbood gedragsregel 25 lid 2 van de Nederlandse Orde van Advocaten het advocaten tot 1 januari 2014 om op no-cure-no-paybasis te werken. Ook art. 2 lid 1 van de Verordening op de praktijkuitoefening (onderdeel Resultaatgerelateerde Beloning), gepubliceerd in de Staatscourant van 2004, nummer 70 (Stct. 2004, 70) bepaalde dat advocaten verder niet mogen overeenkomen dat slechts bij het behalen van een bepaald resultaat salaris in rekening wordt gebracht. Letselschadeadvocaten mogen echter sinds 2014 bij wijze van experiment wel no cure, no pay toepassen. Er geldt een maximum voor de vergoeding, namelijk 25% (of 35% als de advocaat ook de externe kosten voorfinanciert) van de opbrengst van de zaak voor de cliënt. De Orde wil zo voorkomen dat er in de praktijk onredelijk hoge vergoedingen ontstaan, en dat een advocaat zijn eigen belang voor dat van zijn cliënt laat gaan. Het experiment zou vijf jaar duren, maar deze termijn is met vijf jaar verlengd tot 2024.
Peter Plasman is bekritiseerd omdat hij tegen de regels in in een zaak op basis van no cure, no pay zou werken. Hij stelt dat dit verbod niet van toepassing is omdat hij slechts zijn kosten in rekening brengt tot een maximum van 10% van de opbrengst van de zaak.

### België
In België mogen advocaten hun ereloon niet uitsluitend laten afhangen van de uitkomst van een geschil (artikel 446ter Gerechtelijk Wetboek). Als partijen dit toch overeenkomen, is het beding nietig. In strikte zin is no win no fee dus verboden, wat niet verhindert dat success fees de bezoldiging kunnen domineren.

### Engelse terminologie
Als het gaat om advocatuur, dan is de Engelse uitdrukking no win no fee toepasselijk. Bij een dergelijke afspraak is sprake van een contingency fee (een voorwaardelijk honorarium).

## Voorstanders van no cure, no pay
Een aantal wetenschappers heeft zich als voorstanders van no cure, no pay in letselschadezaken opgeworpen, onder wie mr. dr. H.O. Kerkmeester (vanuit rechtseconomisch perspectief) in zijn publicatie Contingency Fees en letselschade: een rechtseconomische analyse (1999) en mr. F.C. Schirmeister in zijn proefschrift Amerikaanse toestanden in het Schadevergoedingsrecht? (1996). Zij beweren in hun onderzoeksresultaten dat no cure, no pay hogere schadevergoedingen oplevert. De oorzaak hiervan ligt in het feit, dat de resultaatsafhankelijke beloning (no cure, no pay) een gelijkgesteld belang creëert tussen het slachtoffer en de belangenbehartiger. De belangenbehartiger wordt bij no cure, no pay afgerekend op resultaat en niet op het aantal uren dat hij in een zaak schrijft. Churning, het verrichten van onnodig werk om de factuur op te blazen, wordt niet langer lonend. Daarnaast zorgt no cure, no pay ervoor dat het slachtoffer slechts een beperkt financieel risico loopt. Hierdoor kunnen objectieve beslissingen genomen worden. Het slachtoffer is niet langer afhankelijk van de tegenpartij om zijn of haar schade aan te tonen. Als een medische expertise of second opinion noodzakelijk is, dan kan deze zonder goedkeuring van de tegenpartij worden uitgevoerd. Ook is het voor een wederpartij niet langer lonend een gerechtelijke procedure eindeloos op te rekken teneinde de ander op kosten te jagen.

## Tegenstanders van no cure, no pay
Tegenstanders van no cure, no pay wijzen erop, dat no cure, no pay de claimcultuur in de hand zou werken zoals in de VS. Daarnaast duikt de negatief beladen term van Ambulance chasers (ambulancejagers) regelmatig op. Hier gaat het om letselschadebureaus en -advocaten die meteen na een ongeval tevoorschijn komen en zich presenteren als belangenbehartiger in een letselschadezaak. Dit illustreert het nadeel: advocaten zouden geprikkeld worden agressiever achter kansrijke zaken aan te gaan waarbij zaken die als minder kansrijk gelden geweigerd zouden worden. Daarbij werkt dergelijk als opdringerig ervaren commercieel gedrag, met name vlak na een ongeval of ramp met (dodelijke) slachtoffers, ergernis op.
De laatste tijd is no cure, no pay omstreden, omdat deze constructie volgens sommige partijen vaak ten onrechte wordt toegepast bij letselschadezaken waarin de aansprakelijkheid al is erkend door de tegenpartij. De letselschadespecialist kan dan immers de redelijke kosten van deskundige bijstand rechtstreeks verhalen op de verzekeraar van de tegenpartij op grond van art. 96 van boek 6 van het Burgerlijk Wetboek (art. 6:96 BW). Verschillende tv-programma's, zoals Zembla, TROS Radar en Knelpunt, besteedden hier aandacht aan.
Ook worden vele belangenbehartigers ervan beschuldigd, dat ze door het afsluiten van no-cure-no-paycontracten zowel een honorariumpercentage van het letselschadeslachtoffer ontvangen als een bepaald bedrag van de verzekeraar, hetgeen neerkomt op dubbel declareren. Hierdoor zouden de letselschadeslachtoffers, c.q. cliënten, juist ernstig financieel benadeeld worden.
In het tv-programma TROS Radar werden op 11 januari 2010 geheime beloningsakkoorden tussen tien verzekeraars en het no-cure-no-payletselschadebureau Pals Groep bekendgemaakt. Dit zijn convenanten, waarbij onder meer is afgesproken dat de verzekeraar een percentage van 21% van het schadebedrag uitbetaalt, boven op de schadevergoeding van het slachtoffer, als vergoeding voor de buitengerechtelijke kosten. Naar aanleiding hiervan heeft het SP-Tweede Kamerlid Arda Gerkens Kamervragen gesteld aan de toenmalige minister van Justitie Ernst Hirsch Ballin. In zijn reactie gaf de minister aan dat hij op de hoogte is van de betreffende convenanten en dat deze niet geheim zijn, maar publiekelijk bekend. Daarnaast gaf de minister aan dat deze convenanten juist in het belang van de cliënt zijn opgesteld.
Ook stelde Arda Gerkens Kamervragen aan de toenmalig minister van Financiën Wouter Bos over dubbel declareren door belangenbehartigers in letselschadezaken. De minister van Financiën antwoordde dat dit oplichting is.